# 狗外隙吸虫
狗外隙吸虫（学名：[Episthochasmus canium] 错误：{{Lang}}：文本有斜体标记（帮助））为棘口科外隙属的动物。分布于印度以及中国大陆的海南等地，营寄生生活，宿主家狗以及寄生于肠。